# Tu te reconnaîtras
Tu te reconnaîtras(You'll Recognize Yourself)는 1973년 제 18회 유로비전 송 콘테스트 1973에 룩셈부르크가 출품했던 노래이다. 룩셈부르크의 가수 안마리 다비드(Anne marie david)가 프랑스어로 불렀으며, 세상의 여러 면을 통해 자신을 알아간다는 교훈적 가사를 담고 있다. 전년도 출품된 Après toi가 사랑을 부르짖은 노래였다면 다소 신선한 접근이었다.